# Emilia Kusy
Emilia Kusy (ur. 9 grudnia 1998) – polska lekkoatletka, tyczkarka.

## Kariera
Lekkoatletyczną karierę zaczynała od biegów sprinterskich. Brązowa medalistka mistrzostw Polski (2018). Stawała także na podium mistrzostw kraju w juniorskich i młodzieżowych kategoriach wiekowych.

## Rekordy życiowe
- Skok o tyczce (stadion) – 4,25 (2023)
- Skok o tyczce (hala) – 4,20 (2023)